# سوواپرویر
سوواپرویر (انگلیسی: Sovaprevir) (با نام رمز ACH-1625) یک داروی آزمایشی است که برای درمان ویروس هپاتیت ث طراحی شده‌است. این دارو توسط شرکت Achillion Pharmaceuticals در دست توسعه است و به عنوان یک مهار کننده NS3/4A عمل می‌کند.
این دارو وضعیت Fast Track را از ایالات متحده آمریکا و سازمان غذا و داروی این کشور (FDA) در سال ۲۰۱۲ میلادی دریافت کرد.